# Skala Apgar
Skala Apgar – skala używana w medycynie w celu określenia stanu noworodka zaraz po porodzie: w 1., 3., 5. i 10. minucie życia. Skala została stworzona i przetestowana przez amerykańską lekarkę i profesor Virginię Apgar. W 1952 roku ta badaczka pracująca jako profesor Uniwersytetu Columbia zaprezentowała skalę na międzynarodowym spotkaniu anestezjologów, a następnie (1953) opublikowała pracę na jej temat na łamach „Current Researches in Anesthesia & Analgesia”. Używany obecnie akronim wtórny utworzony na bazie nazwiska twórczyni skali powstał 10 lat później.
Ocena stanu noworodka podawana jest w skali od 0 do 10. Ocenianych jest pięć parametrów: częstotliwość rytmu serca, oddychanie, napięcie mięśniowe, odruchy oraz zabarwienie skóry. Za każdy z tych parametrów przydzielane jest 0–2 punkty, przy czym 2 oznacza stan optymalny, 1 – stan niezadowalający, a 0 – niewystępowanie.

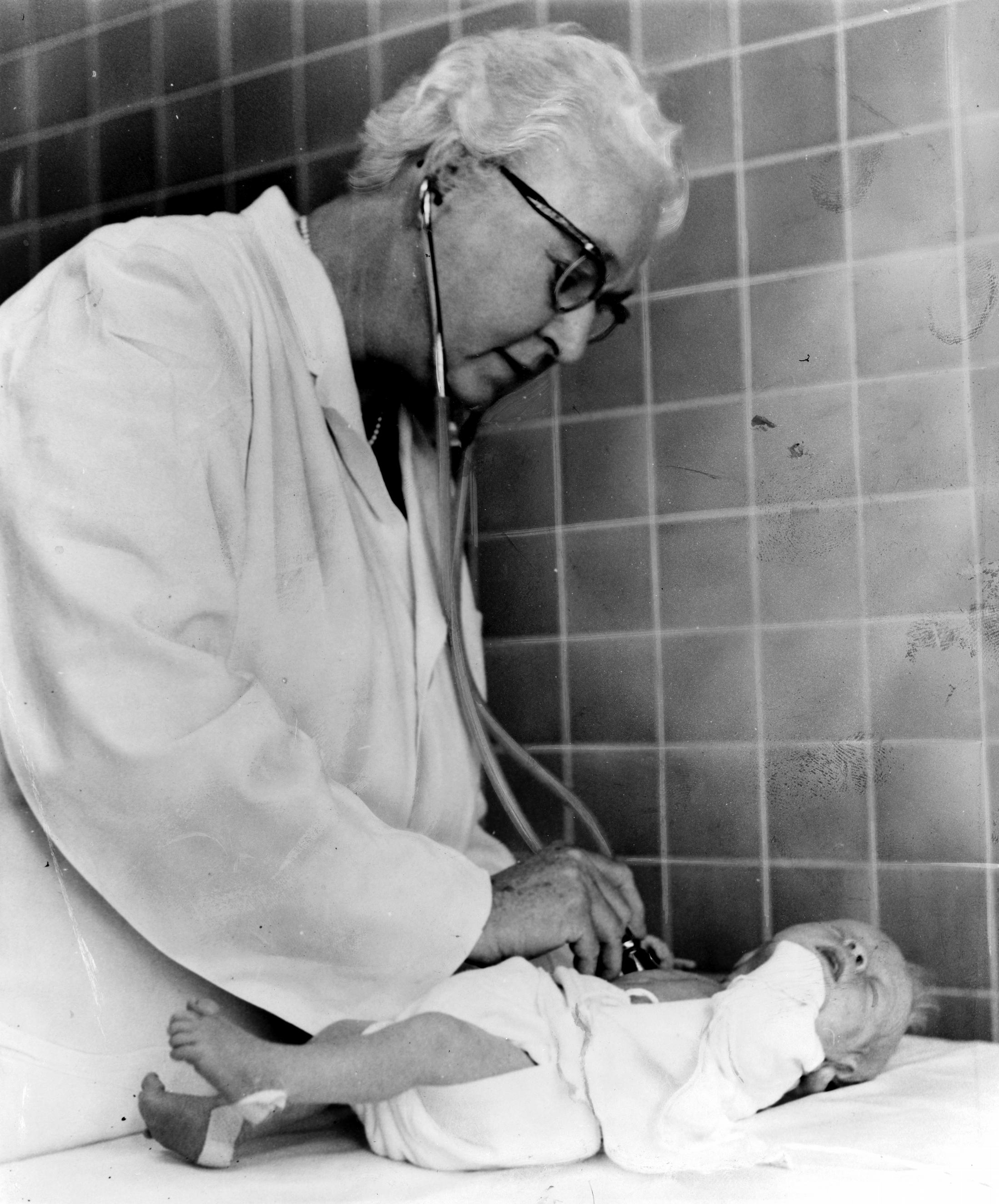
Virginia Apgar

|   | Cecha | 0 punktów                      | 1 punkt                                        | 2 punkty                               |
| - | --- | ------------------------------ | ---------------------------------------------- | -------------------------------------- |
| A | Appearance (Skin color) kolor skóry                                                                       | sinica całego ciała            | tułów różowy, sinica części dystalnych kończyn | całe ciało różowe                      |
| P | Pulse puls na minutę                                                                                      | niewyczuwalny                  | <100                                           | >100                                   |
| G | Grimace (Reflex irritability) reakcja na bodźce - wprowadzenie cewnika do nosa - drażnienie podeszew stóp | brak                           | grymas twarzy słabe poruszanie                 | kaszel lub kichanie płacz              |
| A | Activity (Muscle tone) napięcie mięśni                                                                    | brak napięcia, wiotkość ogólna | napięcie obniżone, zgięte kończyny             | napięcie prawidłowe, samodzielne ruchy |
| R | Respiration oddychanie                                                                                    | brak oddechu                   | wolny i nieregularny                           | głośny płacz                           |

Interpretacja wyników:
- 8–10 stan dobry
- 4–7 ocena średnia
- 0–3 ocena zła

## Wady
Skala nie ma zastosowania przy ocenie potrzeby resuscytacji u noworodka. Podkreślano fakt subiektywności oceny przy pomocy tej skali.